# San Isidro, Tlalpujahua
San Isidro är en ort i Mexiko.   Den ligger i kommunen Tlalpujahua och delstaten Michoacán de Ocampo, i den sydöstra delen av landet, 120 km väster om huvudstaden Mexico City. San Isidro ligger 2 669 meter över havet och antalet invånare är 1 126.
Terrängen runt San Isidro är kuperad. Runt San Isidro är det ganska tätbefolkat, med 179 invånare per kvadratkilometer. Närmaste större samhälle är Tlalpujahua de Rayón, 5,2 km nordost om San Isidro. Trakten runt San Isidro består till största delen av jordbruksmark.